# 吉多·佩拉
吉多·佩拉（Guido Pella，1990年5月17日—）是一位阿根廷職業網球運動員。他曾参加2016年夏季奥林匹克运动会，结果在单打第一轮被德国选手菲利普·科爾施賴伯淘汰。

## 外部連結
- 官方网站
- 吉多·佩拉（英文/西班牙文）的官方資料
- 吉多·佩拉的國際網球總會 職業／青少年 官方資料（英文）
- 吉多·佩拉的官方資料（英文）